# Талызин, Александр Фёдорович
Алекса́ндр Фёдорович Талы́зин (1734—1787) — екатерининский вельможа из рода Талызиных, участник переворота 1762 года, тайный советник, сенатор. Устроитель усадьбы Денежниково.

## Биография
Сын тайного советника Фёдора Лукьяновича Талызина (1692—1740) и его жены Пульхерии Семёновны Волконской (1699 — после 1741); племянник влиятельного адмирала И. Л. Талызина, родился в 1734 году.
Вместе с братом Петром записан на службу солдатом в Семёновском полку в 1749 году. В 1753 году был произведён в подпрапорщики, в 1755 году в сержанты. Пётр III 25 и 30 декабря 1761 года произвёл Талызина в прапорщики и подпоручики, однако Александр Фёдорович сделался ревностным приверженцем императрицы Екатерины II и многое сделал для привлечения солдат Семёновского полка на её сторону.
В день переворота 28 июня 1762 года Талызин находился при Екатерине, когда она с гвардейскими полками, провозгласившими её императрицей, выступила против мужа. Однако так как Екатерина лично решила повести войска, то обычное платье императрицы было в данном случае не к лицу. Но подходящего военного одеяния для неё не было приготовлено. Тогда на её плечах появился мундир подпоручика с плеча Александра Талызина. Он пришелся не совсем впору к бюсту императрицы, его нельзя было застегнуть на пуговицы, к нему наскоро приделали завязки к верхним петлям, а Екатерина лично приколола Андреевскую звезду и возложила голубую ленту.
2 августа 1762 года Талызин был произведён в поручики, а 30 ноября в камер-юнкеры. Он навсегда сохранил близость ко двору, чему способствовала ещё и его женитьба на дочери фельдмаршала Степана Апраксина Марии 19 января 1763 года, через которую он породнился с Куракиными и Паниными. Талызин часто приглашался к обеденному столу великого князя Павла Петровича, участвовал в его играх, сопровождал его в поездках верхом.

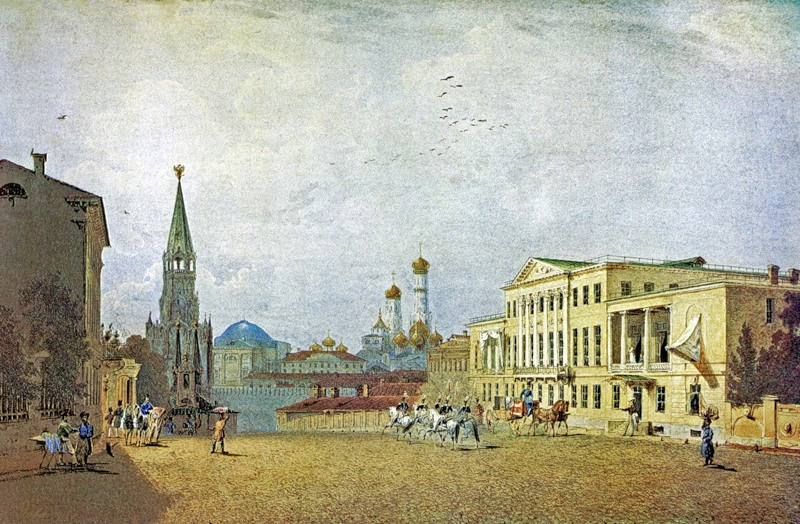
Дворец Талызина на Воздвиженке

19 апреля 1765 года Талызин был произведён в капитан-поручики, 22 сентября 1769 года в капитаны. Служил волонтером в армии графа П. И. Панина во время Турецкой кампании. Привёз ключи от турецкой крепости Бендеры, за что был пожалован в камергеры с оставлением «сверх комплекта» в списках Семёновского полка. В середине 1770-х был членом масонской ложи «Муз» в Петербурге.
5 мая 1779 года получил чин тайного советника и назначен сенатором. С 1777 по 1785 год Талызин часто бывал при дворе на Эрмитажных собраниях, на придворных свадьбах, «угощал от двора» посольство имеретинского царя Давида, постоянно участвовал на ежегодных выходах Екатерины II в Александро-Невскую лавру 30 августа, где нёс шлейф за обер-камергера.
Талызин имел хорошее состояние, к тому же у его жены было 2000 душ и дом в Петербурге на Новой Морской. В Москве Талызин жил в собственном доме на Воздвиженке (впоследствии в доме размещалось казначейство, ныне — музей архитектуры им. Щусева). Для воспитания сыновей нанял француза Сальморана, впоследствии работавшего директором Шкловского училища. Позднее его сыновья учились в Штутгарте.
Талызин был добрый человек и снисходительный помещик: когда его шацкие крестьяне примкнули к восстанию Пугачёва, он не только сам простил их, но и ходатайствовал о смягчении наказания для них.
Скончался в 1787 году, сведения о месте захоронения не сохранились.

## Мундир

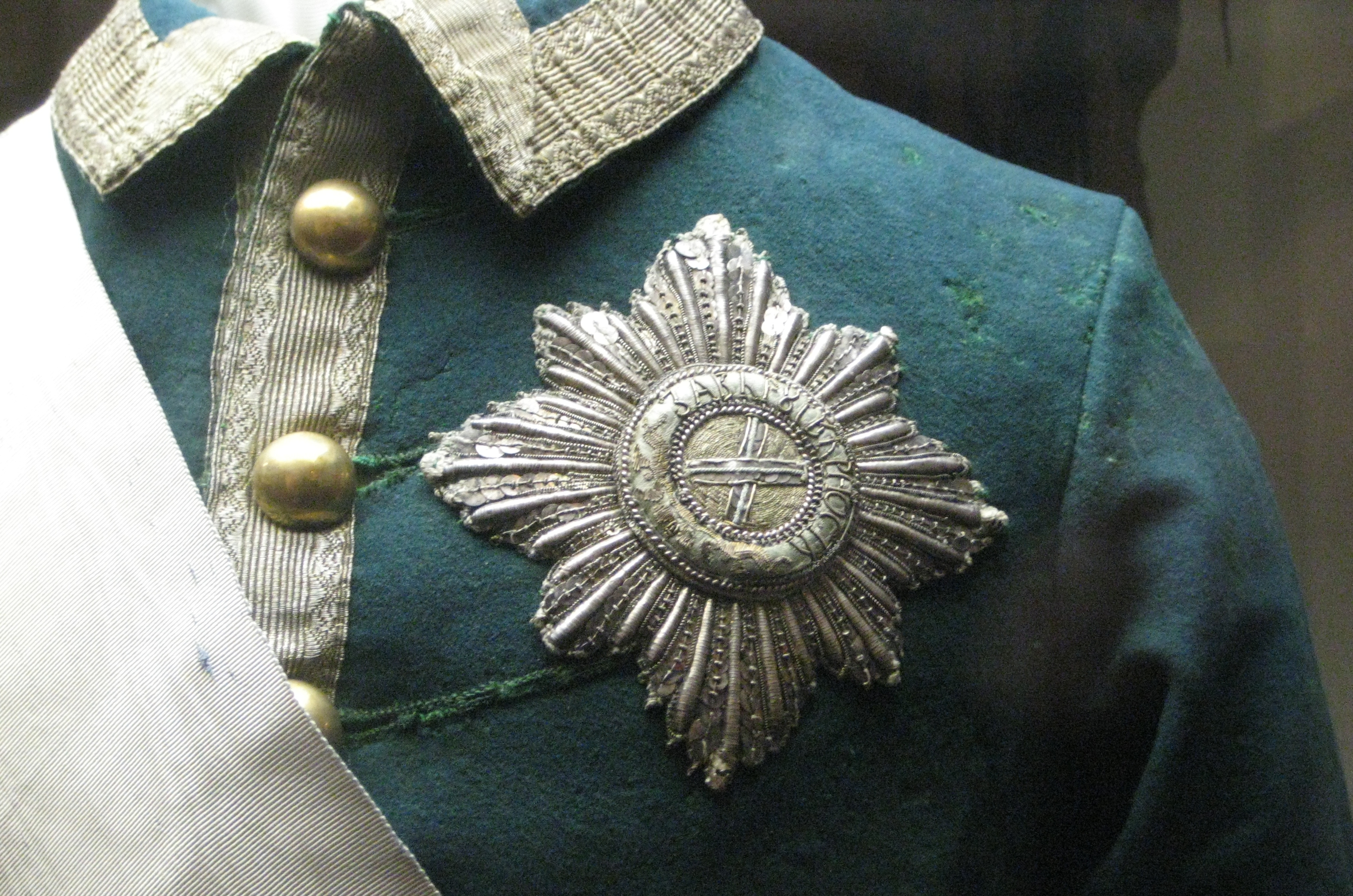
Фрагмент мундира А. Ф. Талызина

Спустя годы Екатерина вернула Александру Талызину мундир вместе со всеми приложенными регалиями. Этот мундир, из простого, довольно грубого сукна, вместе с наскоро приколотой к нему звездой, хранился сначала в имении Апраксиных в Ольгове, затем в Денежникове, у последних представительниц рода Талызиных сестёр Любови и Веры Александровн. 7 февраля 1902 года исторический мундир был передан ими в музей лейб-гвардии Семёновского полка.
Подруга Екатерины II княгиня Екатерина Романовна Дашкова, не желая отставать от императрицы в день восстания, тоже прибегла к мундиру с чужого плеча. Перед походом в Петергоф она надела гвардейский мундир поручика Михаила Пушкина, сослуживца её мужа. Однако его участь была не столь счастливой. Через 10 лет после переворота Пушкин был сослан в Сибирь, где и умер в 1785 году, хотя его сын Алексей тоже стал военным и дослужился до генерал-майора и чина камергера.

## Семья
В браке с Марией Степановной Апраксиной (1742—1796) родилось четверо детей:
- Пётр (1767—1801) — генерал-лейтенант, участник заговора против Павла I; командор Мальтийского ордена;
- Степан (1768—1815) — генерал-майор, шеф Выборгского мушкетерского полка, участник Отечественной войны 1812 года;
- Екатерина (1772—1803), c 1789 года замужем за М. А. Обресковым (1759—1842).
- Татьяна, в первом браке за М. Я. Гедеоновым (1756—1802), во втором — за тверским губернским предводителем дворянства С. А. Шишкиным. От первого брака сын Александр.